# Nicolas Appert

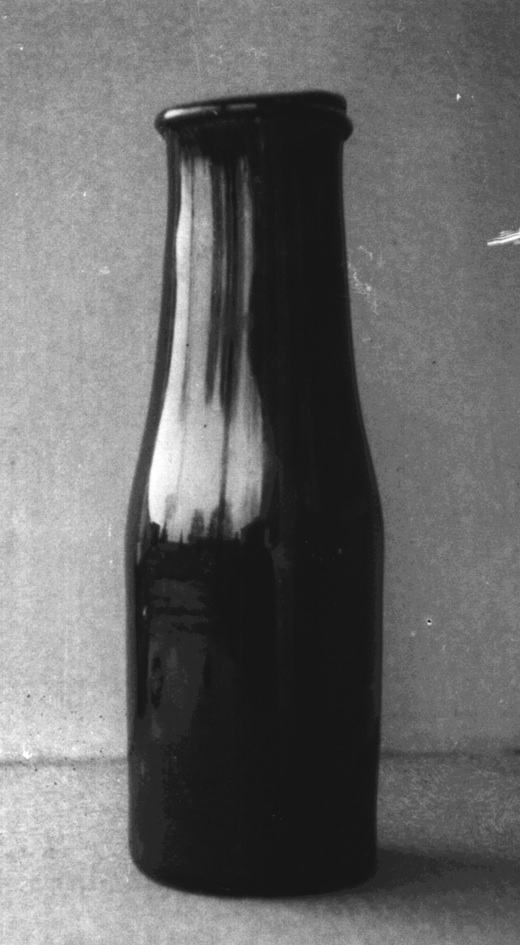
Ampolla de conserva d'Appert

Nicolas Appert (Châlons-en-Champagne, 17 de novembre de 1749 - Massy, 1 de juny de 1841) fou un pastisser i inventor francès. És l'inventor de la llauna de conserva. Va aplicar de manera pràctica i eficaç els principis que 60 anys més tard Louis Pasteur va provar científicament. Va construir a Massy la primera fàbrica industrial de conserves del món.
Basant-se en les experiències de Denis Papin, va inventar un procediment tèrmic per conservar els aliments al resguard de l'oxigen, mitjançant envasos de vidre o enllaunats. Va utilitzar primer ampolles de xampany. El 1810, va publicar l'obra L'art de conservar durant diversos anys totes les substàncies animals i vegetals. Aquest home va ajudar els que necessitaven més menjar permetent la conserva en llaunes, que tarden molt a caducar. Del seu cognom, deriva el procés alimentari d'appertització. També la seva invenció va ser molt apreciat per l'exèrcit, en facilitar l'alimentació de la tropa en campanya.
Obra destacada
- Le livre de tous les ménages ou l'art de conserver pendant plusieurs années toutes les substances animales et végétales (pdf) (en francès), 1810-1811-1813-1831. Ampolla de conserva d'Appert